# Il mercenario
Il mercenario is een Zapatawestern, een spaghettiwestern die zich in het grensgebied tussen de Verenigde Staten en Mexico afspeelt. De film werd geregisseerd door Sergio Corbucci en kwam uit in 1968. Franco Nero speelt de hoofdrol.

## Rolverdeling
| Acteur                 | Personage                |
| ---------------------- | ------------------------ |
| Franco Nero            | Sergei "Polack" Kowalski |
| Tony Musante           | Paco Román               |
| Jack Palance           | Ricciolo                 |
| Giovanna Ralli         | Columba                  |
| Eduardo Fajardo        | Alfonso García           |
| Franco Giacobini       | Pepote                   |
| Álvaro de Luna         | Ramón                    |
| Raf Baldassarre        | Mateo                    |
| Joe Kamel              | Sebastián                |
| Franco Ressel          |                          |
| Ugo Adinolfi           |                          |
| José María Aguinaco    | Ramírez                  |
| Simón Arriaga          | Simón                    |
| José Canalejas         | Lerkin                   |
| Juan Cazalilla         |                          |
| Remo De Angelis        | Hudo                     |
| Alejandro de Enciso    | Juan                     |
| Tito García            | García's neef            |
| Joyce Gordon           | Columba                  |
| Bernard Grant          | García's Broer           |
| A. Jiménez Castellanos |                          |
| Guillermo Méndez       | Captain                  |
| Enrique Navarro        | Notary                   |
| Francisco Nieto        | Antonio                  |
| Ángel Ortiz            | Mexicaan                 |
| Julio Peña             |                          |
| Milo Quesada           | Marco                    |
| Herman Reynoso         | Curly's handlanger       |
| José Riesgo            | García's broer           |
| Lorenzo Robledo        |                          |
| Vicente Roca           | Elías García             |
| Fernando Villena       | Sergeant                 |
| José I. Zaldua         | caféuitbater             |
| Ángel Álvarez          | Notaris                  |